# Syvä-Sarkanen
Syvä-Sarkanen är en sjö i kommunen Kouvola i landskapet Kymmenedalen i Finland. Sjön ligger 100,2 meter över havet. Den är 11 meter djup. Arean är 75 hektar och strandlinjen är 6,12 kilometer lång. Sjön  ingår i Kymmene älvs huvudavrinningsområde.   Den ligger omkring 71 km norr om Kotka och omkring 160 km nordöst om Helsingfors. 